# Мілько Вадим Іванович
Вади́м Іва́нович Мілько́ (нар. 22 серпня 1986, Первомайськ, Миколаївська область, УРСР) — український футболіст, центральний півзахисник ковалівського «Колоса». Син футболіста Івана Мілька.

## Біографія
Вадим Мілько народився у Первомайську, де й почав займатися футболом у шестирічному віці. Батько Вадима разом із Костянтином Доценко стали першими тренерами Мілька, який займався улюбленим видом спорта в рідному місті до 13 років. Згодом разом з Олегом Допілкою та ще кількома гравцями Мілько вступив до київського спортінтернату. На одному з турнірів Вадима помітили представники київського «Динамо» й у 2002 році він потрапив до динамівської системи.
25 липня 2002 року Мілько дебютував у складі «Динамо-3», вийшовши на поле в матчі проти тернопільської «Ниви» (3:2).
Уже за рік Вадима було переведено до лав «Динамо-2», у складі якого вперше вийшов на поле 18 липня 2003 року в поєдинку проти «Металіста» (7:5). Упевнена гра та авторитет серед партнерів призвели до того, що Мілька було обрано капітаном «Динамо-2».
Уперше чутки про те, що Вадим Мілько хоче спробувати себе на більш високому рівні й залишити «Динамо» почали ширитися всередині 2006 року. Так як до основного складу молодий півзахисник не потрапляв, а рівень резервістів він на той момент уже переріс. Однак керівництво клубу вмовило його почекати ще певний час. 17 червня 2007 року Вадим дебютував у складі основної команди «Динамо», це сталося в останньому турі чемпіонату в матчі проти київського «Арсенала». Тренери динамівців виставили на гру другий склад і Мілько відіграв на полі 72 хвилини, після чого його було замінено на Дениса Олійника.
Гравцем активно цікавилися представники Вищої ліги, зокрема столичний «Арсенал» та охтирський «Нафтовик-Укрнафта», проте Вадим ще сподівався пробитися до основи «Динамо». Врешті-решт, зігравши в першому колі сезону 2007/2008 лише один матч, Мілько на правах оренди вирушив до «Харкова». Провівши у Харкові досить непоганий в ігровому плані відрізок часу, Вадим Мілько втім був розчарований цим періодом своєї кар'єри через серйозні фінансові проблеми, що виникли в нього з керівництвом клубу.
Маючи багато пропозицій як від вітчизняних клубів, так і від команд близького зарубіжжя (Росія, Азербайджан), футболіст обрав для продовження виступів луганську «Зорю».
8 серпня 2009 року Вадим дебютував у складі луганців у матчі проти «Карпат» (0:4). А першим забитим м'ячем за «Зорю» відзначився більш ніж два роки потому, уразивши ворота донецького «Шахтаря».
Улітку 2012 року Мілько підписав контракт за схемою 1+1 із полтавською «Ворсклою».
Узимку 2013 року Вадим підписав річний контракт із білоруським клубом «Білшина». У 2014—2016 роках грав за білоруську команду «Слуцьк».

## Досягнення
- Чемпіон України: 2006/07[14]
- Переможець Меморіала Олега Макарова: 2007